# Plagodis diffusaria
Plagodis diffusaria är en fjärilsart som beskrevs av Walker 1862. Plagodis diffusaria ingår i släktet Plagodis och familjen mätare. Inga underarter finns listade i Catalogue of Life.